# Panspermia
(Hermann von Helmholtz)

Panspermia

La panspermia, dal termine greco antico πανσπερμία panspermìa, "tutti semi" o "seme comune", composto da πᾶν pan "tutto" e σπέρμα sperma "seme", è un'ipotesi che suggerisce che i semi della vita (in senso ovviamente figurato) siano sparsi in ogni dove nell'Universo, distribuiti nella polvere stellare, nei meteoroidi, asteroidi, comete, planetoidi e che può essere trasportata anche dalle navicelle spaziali attraverso la contaminazione non intenzionale di microrganismi.
Si tratta di un'ipotesi al confine della scienza, con scarso supporto dalla maggior parte degli studiosi. Le critiche puntualizzano che l'ipotesi non risolve il problema di come abbia avuto origine la vita, ma la sposta semplicemente su un altro corpo celeste. Non è inoltre testabile sperimentalmente.
L'ipotesi ha le sue origini nelle idee di Anassagora, un filosofo dell'antica Grecia, e si è rivitalizzata a partire dall'Ottocento con Lord Kelvin, con il fisico Hermann von Helmholtz e, nei primi decenni del Novecento, con il chimico e premio Nobel svedese Svante Arrhenius, mentre nell'ultimo quarto del XX secolo il testimone è passato agli astronomi Fred Hoyle e Chandra Wickramasinghe.

## Storia
(Lord Kelvin)

### Il contributo di Hoyle e Wickramasinghe
Nell'ultimo quarto del XX secolo uno dei più famosi sostenitori dell'ipotesi della diffusione della vita per panspermia è stato l'astronomo britannico Fred Hoyle assieme al suo ex allievo Chandra Wickramasinghe.
I due scienziati, in prima battuta, non intendevano provare che la vita era giunta dallo spazio. Erano astronomi e non biologi, e stavano cercando di identificare la composizione della polvere interstellare analizzando lo spettro della luce proveniente da essa. Quando si cimentarono su questo problema, nel 1960, la teoria accettata prevedeva che lo spettro di estinzione della luce potesse essere adeguatamente spiegato con l'esistenza di grani di grafite; la corrispondenza insoddisfacente tra gli spettri teorici e quelli effettivamente osservati, spinse Hoyle e Wickramasinghe a cercare altre soluzioni, impiegando molecole più strettamente legate alla biologia.
Nel 1968 nella polvere interstellare vennero identificate molecole policicliche aromatiche. Nel 1972 si consolidò l'evidenza della presenza di porfirina, mentre nel 1974 Wickramasinghe dimostrò che nello spazio sono presenti polimeri organici complessi, specificatamente poliformaldeide.
Queste molecole sono strettamente collegate alla cellulosa, molto abbondante in biologia. Dalla metà degli anni '70 Hoyle e Wickramasinghe si convinsero che i polimeri organici costituissero una parte importante della polvere interstellare e, sebbene ai tempi questa opinione fosse considerata al limite della fantasia, al giorno d'oggi viene generalmente accettata.
Ma Hoyle e Wickramasinghe si spinsero oltre: nel tentare di spiegare una peculiarità dello spettro di luce proveniente dalle nubi interstellari, conclusero che essa potesse essere spiegata solo ipotizzando particelle di polvere cave di opportuno diametro. Provarono di tutto senza ottenere risultati soddisfacenti fino a che, nel 1979 impiegarono per le loro simulazioni, batteri essiccati, che rifrangono la luce come sfere cave e irregolari. Ottennero una corrispondenza pressoché perfetta, ed essendo scienziati sufficientemente scevri da preconcetti ne conclusero che i grani di polvere componenti le nubi interstellari potessero effettivamente essere batteri essiccati e congelati.
Questa conclusione rimane a tutt'oggi fortemente criticata: ed in tal senso non ha aiutato la fama di scienziato controverso che Hoyle porta con sé a causa delle sue convinzioni cosmologiche: se in astrofisica è a lui, assieme a William Fowler ed ai coniugi Burbidge, che si deve la messa a punto della teoria che spiega la genesi degli elementi pesanti all'interno delle stelle per mezzo di reazioni termonucleari, in cosmologia la sua idea di universo in espansione ma infinito, la teoria dello stato stazionario è attualmente poco considerata dalla comunità scientifica, in quanto contraddetta da alcune osservazioni; per questo motivo nell'ultimo decennio del XX secolo Hoyle, assieme a Geoffrey Burbidge e Jayant Narlikar, ha rielaborato la sua vecchia teoria, proponendone una nuova: lo stato quasi stazionario.

### Panspermia guidata (o Panspermia diretta)
Francis Crick, assieme a Leslie Orgel, nel 1960 iniziarono a speculare sull'origine del codice genetico. Agli inizi degli anni settanta Crick e Orgel andarono oltre in queste speculazioni e, in particolare, sulla possibilità che la produzione di un sistema molecolare vivente deve essere stato un evento molto raro nell'universo – e che tuttavia, una volta avviato, esso possa essere stato diffuso da una forma di vita intelligente in grado di viaggiare nello spazio; tale processo fu definito "panspermia guidata".
Più tardi Crick dichiarerà di essere stato eccessivamente pessimista circa le possibilità di un'origine terrestre della vita.
La panspermia diretta, per proteggere ed espandere la vita nello spazio, sta diventando sempre più possibile grazie agli sviluppi delle vele solari, dell'astrometria precisa, dei pianeti extrasolari, degli estremofili e dell'ingegneria genetica microbica.

## Prove e meccanismi a sostegno della panspermia

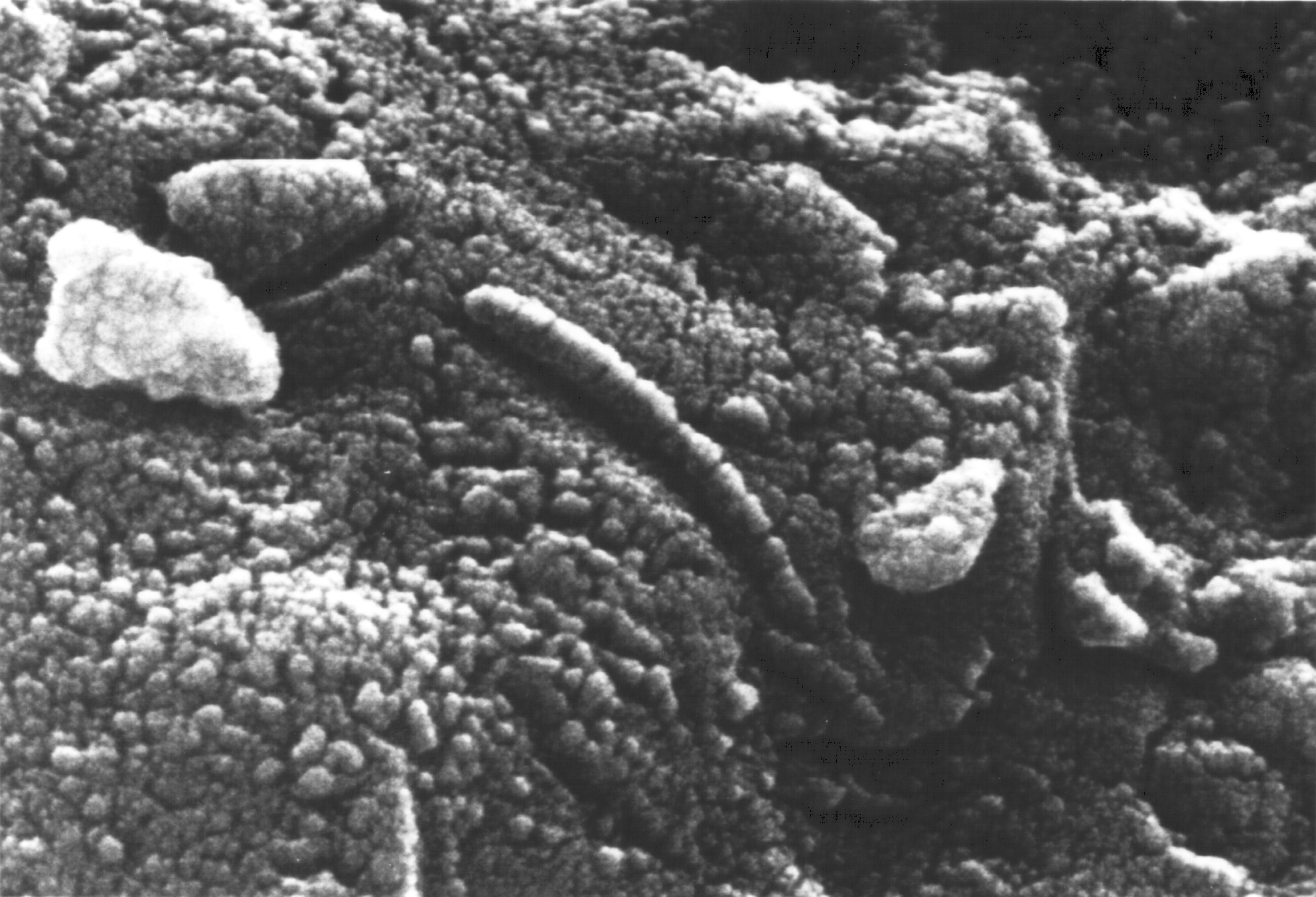
Il meteorite marziano ALH 84001. Per diverso periodo fu al centro dell'attenzione mediatica perché sembrava contenesse tracce di vita marziana, ipotesi poi smentita da successive ricerche.

Esistono alcune evidenze che suggeriscono che i batteri possono sopravvivere per lunghi periodi di tempo anche nello spazio profondo (e potrebbero quindi essere il meccanismo della panspermia). Studi recenti condotti in India hanno trovato batteri nell'atmosfera terrestre ad altezze maggiori di 40 km, dove il loro mescolamento con gli strati più bassi dell'atmosfera è improbabile. Batteri Streptococco mitus, che sono stati portati accidentalmente sulla Luna dalla sonda spaziale Surveyor 3 nel 1967, potevano essere facilmente rinviviti dopo essere stati portati di nuovo sulla Terra, dopo 31 mesi.
Una conseguenza della panspermia è che la vita, in tutto l'Universo, dovrebbe avere una biochimica sorprendentemente simile, perché deriverebbe dagli stessi organismi ancestrali. Perciò che i batteri ad alta quota abbiano una biochimica molto simile a quelli terrestri non prova né l'una né l'altra ipotesi. Questa conseguenza non può essere verificata fino a che non verrà trovata la vita su un altro pianeta.
Un'altra obiezione alla panspermia è che i batteri non sopravviverebbero alle immense forze e all'intenso calore di un impatto contro la Terra. Non sono state raggiunte conclusioni (positive o negative) su questo punto.
Evidenze che suggeriscono dati in favore della panspermia:
- la comparsa molto rapida della vita sulla Terra mostrata dai fossili: la prima evidenza di vita sono fossili di stromatoliti, aggregati di batteri, datati a 3,8 miliardi di anni. Solo 500 milioni di anni dopo la formazione delle rocce più antiche conosciute. Secondo alcuni modelli di formazione planetaria, è quasi troppo presto perché la Terra si sia sufficientemente raffreddata da poter ospitare acqua liquida.
- Batteri ed organismi più complessi sono stati trovati in ambienti più estremi di quanto si credesse possibile: per esempio nelle fumarole abissali. Alcuni batteri estremofili vivono a temperature superiori a 100 °C, altri in ambienti molto caustici.
- Batteri che non usano la fotosintesi per generare energia. In particolare, i batteri endolitici che usano la chemiosintesi, trovati all'interno delle rocce e in laghi sotterranei.
- Batteri semi-dormienti trovati in carote di ghiaccio prese più di un chilometro sotto la superficie dell'antartide, che mostrano come dei batteri potrebbero sopravvivere su corpi ghiacciati come le comete.
- I risultati ambigui dei test biologici delle sonde Viking. Questi test furono svolti per trovare i risultati del metabolismo di eventuali batteri marziani, alimentando campioni di suolo con gas radioattivo (per marcare i risultati del metabolismo), e confrontandoli con altri campioni di suolo riscaldati a temperature molto alte, che avrebbero ucciso ogni forma di vita. I test mostrarono attività che poteva essere indizio di vita, ma l'interpretazione ufficiale della NASA fu che gli effetti erano di tipo chimico piuttosto che biologico, e furono attribuiti ad un'elevata reattività del suolo marziano.
- La scoperta della glicina (l'amminoacido più semplice), a quanto pare formatasi spontaneamente, in nubi interstellari.
- L'analisi della meteorite conosciuta come ALH 84001, in genere ritenuta originantesi da Marte, ha rivelato la presenza di artefatti forse causati da batteri marziani. Questa interpretazione è stata oggetto di aspre discussioni.
- Batteri adattatisi all'ambiente della stratosfera, scoperti nel marzo 2009[25].

Alcuni considerano la panspermia come una risposta a coloro che sostengono che sia impossibile che la vita si origini spontaneamente. La panspermia però non risolve il problema, semplicemente lo sposta più indietro nello spazio e nel tempo. Alcuni estendono la panspermia per sostenere che la vita non si è mai evoluta da molecole inorganiche, ma è invece esistita per tutto il tempo in cui sono esistite queste ultime.

## Obiezioni alla panspermia e all'esogenesi
- La vita per come la conosciamo richiede determinati elementi, carbonio, idrogeno, azoto e ossigeno (C, H, N e O, rispettivamente), ad una sufficiente densità e temperatura affinché possano avvenire determinate reazioni chimiche. Queste condizioni non sono diffuse nell'universo e ciò riduce la distribuzione della vita come processo in evoluzione. In primo luogo, gli elementi C, N e O vengono creati in seguito ad almeno un ciclo vitale stellare: ciò costituisce un limite all'insorgere precoce della vita. In secondo luogo, la densità degli elementi sufficiente per la formazione di molecole complesse necessarie alla vita (come gli aminoacidi) è tipica solamente delle nubi di polveri (109–1012 particelle/m³), e (in seguito al loro collasso) del sistema solare. In terzo luogo, le temperature devono essere più basse che in quelle stellari (gli elementi sono spogliati degli elettroni in uno stato di plasma) ma più alte che nello spazio interstellare (la velocità di reazione è troppo bassa). Ciò restringe la possibilità dell'insorgere della vita agli ambienti planetari dove gli elementi sono presenti ad alte densità, dato che le temperature sono sufficienti affinché si scatenino reazioni plausibili. Ciò non circoscrive a questi ambienti le forme di vita latenti, per cui questo argomento contraddice solamente l'interpretazione estensiva della panspermia — cioè che la vita è un processo in corso e diffuso in molteplici ambienti in tutto l'universo — e presuppone che ogni forma di vita necessiti di questi elementi, fatto che i teorici della biochimica alternativa non considerano accertato.
- Lo spazio danneggia gli ambienti dove si potrebbe sviluppare la vita, dato che questi risulterebbero esposti a radiazioni, raggi cosmici e venti stellari. Studi sui batteri glaciali presenti in Antartide hanno dimostrato che il DNA ha un'emivita di 1,1 milioni di anni in tali condizioni, e ciò suggerisce che mentre la vita potrebbe essersi potenzialmente diffusa nel sistema solare è improbabile che possa essere giunta da una fonte interstellare.[26] Ambienti potenziali potrebbero essere l'interno di meteore o comete che risultano piuttosto schermati da certi rischi. Tuttavia esperimenti compiuti tramite sonde spaziali hanno dimostrato che alcune forme di vita terrestre riescono a sopravvivere ad almeno 10 giorni di esposizione diretta allo spazio cosmico.
- I batteri non sopravviverebbero alle forze immani risultanti da un impatto terrestre — nessuna conclusione (positiva o negativa) è stata raggiunta su questo punto. Tuttavia, la maggior parte del calore generato da una meteora che penetra l'atmosfera terrestre viene ridotto dall'ablazione: l'interno di un meteorite appena atterrato raramente è surriscaldato, spesso è freddo. Per esempio, un campione costituito da un centinaio di vermi nematodi sullo Space Shuttle Columbia sopravvisse all'incidente atterrando da 63 km all'interno di un contenitore di 4 kg, inoltre, anche un campione di muschio non si danneggiò. Sebbene non sia un esempio appropriato, essendo il materiale protetto da manufatti e possibilmente dai pezzi dello Shuttle, costituisce un supporto alla teoria che la vita possa sopravvivere dopo un viaggio attraverso l'atmosfera.[27] L'esistenza sulla Terra di meteoriti provenienti da Marte e dalla Luna suggerisce che il trasferimento di materiale da altri pianeti avviene regolarmente.